# La Boje
La Boje fu un moto contadino nell'Italia settentrionale nel periodo 1882-1885.

## Origine della rivolta
Gli storici non sono concordi sul luogo ove scoppiò il moto. Secondo alcuni la rivolta avrebbe avuto origine nel Mantovano, secondo altri nel Trevigiano. Vittorio Tomasin è arrivato quindi a individuare il luogo esatto in Ceregnano, località Pezzoli. A supporto della tesi di Tomasin c'è il fatto che l'espressione "la boje" - cioè "[essa] bolle", riferita metaforicamente a una pentola in ebollizione - fa parte del dialetto veneto: "La boje, e del boto la va de fora" (Bolle, e sta per traboccare). Invece, secondo il sindacalista e storico castelmassese Bruno Pirani, lo sciopero avrebbe avuto inizio a Polesella e a Crespino.
A conferma ulteriore della tesi principe, risultata negli anni l'unica saldamente fissata da documenti storiografici, tuttora i più anziani della zona montagnanese (nel Padovano) continuano a trasmettere oralmente il detto "La boje" come esclamazione di giubilo o di disappunto.
Un'ulteriore conferma è data dall'uso consueto, nel gergo da caserma dei soldati di leva di stanza nel Friuli e zone limitrofe (tra cui il Trevigiano), dell'espressione per indicare una situazione difficile che sta per accadere (un'ispezione del comandante, una missione in polveriera, etc.).

## Cause della rivolta
Un altro motivo di supporto alla tesi di origine del moto in provincia di Rovigo, sta nel fatto che nel 1882 l'Adige aveva rovinosamente rotto gli argini allagando grande parte del Polesine mettendo in ginocchio l'agricoltura. I braccianti non riuscivano a vivere con la bassa paga, mentre gli agrari si trovavano nell'impossibilità di concedere aumenti.
Il problema si risolse negli anni successivi con la forte emigrazione verso il Sudamerica di numerosi braccianti.

## Il processo di Venezia

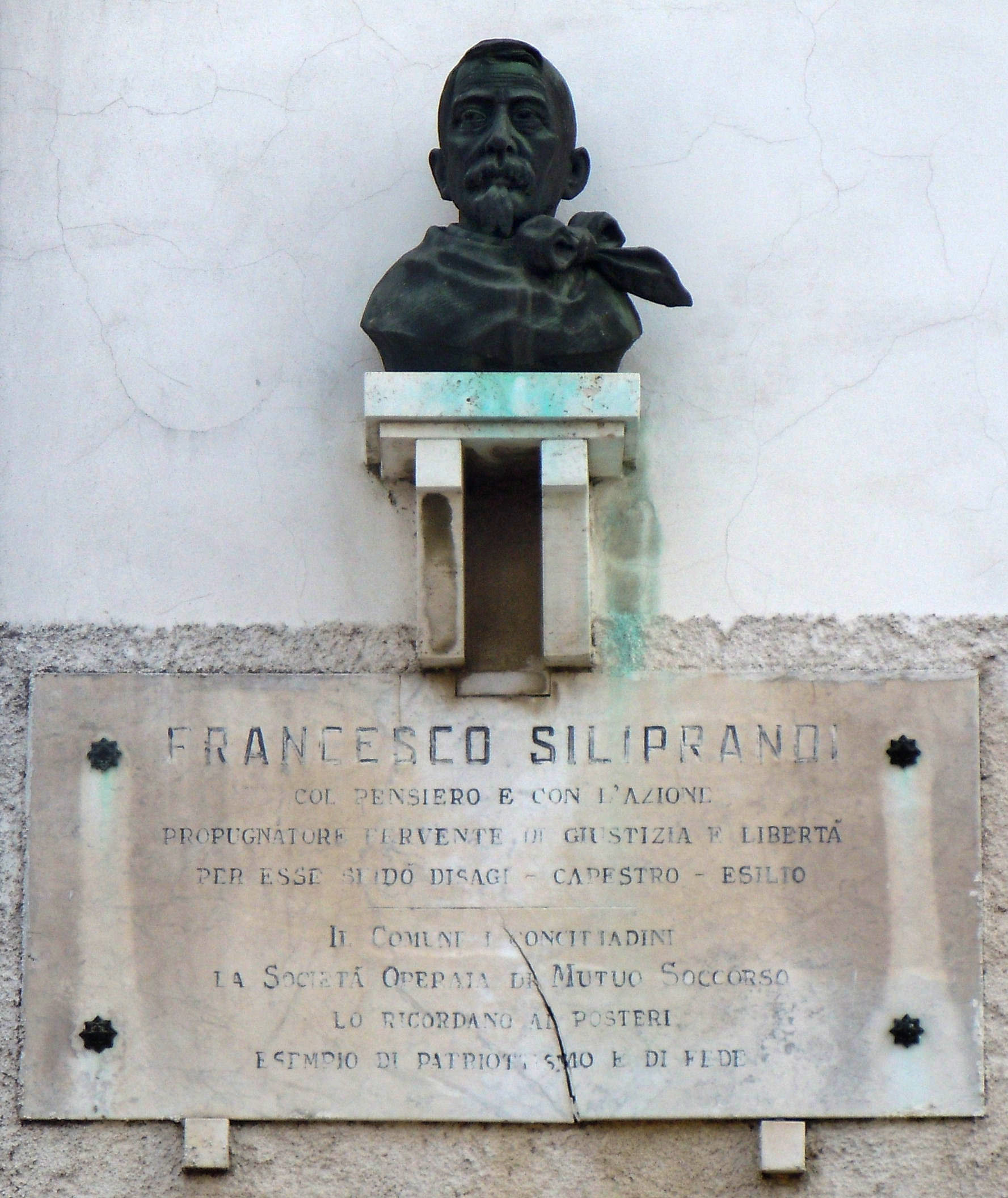
Lapide a Francesco Siliprandi a Casatico (MN)

Lo sviluppo maggiore dell'agitazione si ebbe nel mantovano, dove i contadini vennero organizzati in due Associazioni: la Società di mutuo soccorso tra i contadini della provincia di Mantova che operava principalmente nel circondario di Mantova e nel Basso mantovano fino all'Oltrepò, fondata dall'ingegnere Eugenio Sartori e l'Associazione generale dei lavoratori italiani diretta dall'ex garibaldino Francesco Siliprandi e dal contadino gonzaghese Giuseppe Barbiani, che operava principalmente nei territori al confine con il Cremonese. Entrambe le associazioni furono formalmente fondate nel 1884.
Lo sciopero durò parecchi mesi causando la reazione governativa. Nel marzo 1885 lo sciopero venne soffocato dall'intervento dell'esercito e circa 160 persone vennero arrestate, delle quali 22 furono rinviate a giudizio. Il Collegio di difesa era composto dall'avv. Giuseppe Ceneri, dall'avv. Ettore Sacchi, deputato cremonese della Democrazia radicale e futuro ministro e dal giovane avv. Enrico Ferri, già noto giurista mantovano. La giuria popolare della Corte d'Assise di Venezia, con sentenza del 27 marzo 1886, assolse i ventidue imputati.